# ФК Поморац Кострена
Фудбалски клуб Поморац Кострена је један од најстаријих хрватских клубова из Кострене, а који тренутно игра у Другој лиги.
Од свога оснивања 1912. клуб је неколико пута прекидао и после неколико година обнављао рад мењајући сваки пут име. Године 1913. се звао Спортски омладински костренски клуб, или скраћено СКОК. После прекида рада због Првог светског рата 1921. обнавља рад као Шпортски клуб Јадран, да би име Поморац добио 22. септембра 1946..
После година проведеих у подсавезној и регионалнној лиги Поморац 1983/84. из Регионале лиге прелази у Републичку Хрватску лигу - Запад, после 14 победа, 3 пораза и 9 нерешених утакмица. Освојили су 4 место.
У Другој лиги Поморац је играо 5 сезона, да би се у сезони 2001/02. пласирао у Прву лигу Хрватске, остварујући највећи успех у историји клуба. У првој лиги се задржао две сезоне да би се данас такмичио у Другој лиги Хрватске - Југ.
Клуб утакмице игра на травнатом игралишту Жукница које је отворено у сезони 1978/79 капацитета од 3.000 места.

## Поморац на вечној табела клубоваПрве лиге Хрватскеод 1992 до 2007
(Укупно 32 клуба)
| Плас. | Тим              | Број сезона | ИГ | Д  | Н  | ИЗ | ГД | ГП | ГР  | Бод |
| ----- | ---------------- | ----------- | -- | -- | -- | -- | -- | -- | --- | --- |
| 22.   | Поморац Кострена | 2           | 62 | 19 | 15 | 28 | 78 | 93 | -15 | 72  |